# Физико-технический факультет МИФИ

## История факультета
Факультет основан в 1942 году в составе Московского Механического Института (ММИ), в 1953 году переименованного в Московский Инженерно-Физический Институт (МИФИ). Первоначальное название — Инженерно-физический факультет. Первым деканом факультета был А. И. Лейпунский.
В 1954 году инженерно-физический факультет был разделён на факультеты теоретической и экспериментальной физики и физико-энергетический.
В 1974 году физико-энергетический факультет был переименован в Факультет технической физики.
В настоящее время и.о. декана факультета является доцент Георгий Валентинович Тихомиров.

## Международное сотрудничество
Факультет участвует в следующих программах международного научного сотрудничества:
- ИНТАС — программа научной кооперации со странами Западной Европы[1];
- «Наука — НАСА» — совместный российско-американский проект в области исследования космоса;
- Российско-американские магистерские программы «Физическая защита, учет и контроль ядерных материалов» и «Безопасное обращение с ядерными материалами»;
- Пять проектов МНТЦ;
- Совместные проекты с Бельгийским центром ядерных исследований в рамках соглашения о сотрудничестве.

## Участие в российских федеральных программах
- ФЦП «Интеграция»;
- ФЦП «Исследование и разработки по приоритетным направлениям развития науки и техники гражданского назначения»;
- ФЦП «Национальная технологическая база России»;
- Программах Минатома РФ «Ультрадисперсные материалы», «Радиоактивные отходы» и ряде федеральных и отраслевых программ Минобразования РФ.

## Выпускники факультета
В разные годы факультет окончили:
- Фунтиков, Александр Иосифович (1956) — главный научный сотрудник, заведующий лабораторией энергетического материаловедения Объединённого института высоких температур РАН.
- Анатолий Воропаев (1960) — заместитель директора РАЯНО по информационному обеспечению, идейный вдохновитель проекта «Незабудка».
- Виктор Мурогов (1961) — исполнительный директор РАЯНО, профессор, в 1996—2004 годах — зам. генерального директора МАГАТЭ.
- Сергей Чернокнижников (1974) — главный специалист отдела подготовки и поддержания квалификации персонала атомных станций департамента по управлению персоналом концерна «Росэнергоатом».
- Сергей Кушнарёв (1981) — исполнительный вице-президент Ядерного общества России, член Общественной палаты РФ.

## Кафедры
- Химическая физика (кафедра № 4)
- Теоретическая и экспериментальная физика ядерных реакторов (кафедра № 5)
- Физические проблемы материаловедения (кафедра № 9)
- Молекулярная физика (кафедра № 10)
- Теплофизики (кафедра № 13)
- Физика прочности (кафедра № 16)
- Конструирование приборов и установок (кафедра № 18)
- Прикладная ядерная физика (кафедра № 24)
- Физико-технических проблем метрологии (кафедра № 78)
- Компьютерного инженерного моделирования (кафедра № 91)
- Химии (кафедра № 19, общеобразовательная)

## Специальности
Факультет готовит специалистов по следующим специальностям:
- 070500 — ядерные реакторы и энергетические установки;
- 070900 — физика металлов;
- 072800 — физика кинетических явлений;
- 073400 — безопасность и нераспространение ядерных материалов (инженер-физик).

С 2011 года факультет готовит по программам:
- 140700 — Ядерная энергетика и теплофизика;
- 140800 — Ядерные физика и технологии;
- 141401 — Ядерные реакторы и материалы;
- 141403 — Атомные станции: проектирование, эксплуатация и инжиниринг;
- 141405 — Технология разделения изотопов и ядерное топливо.